# Sannois
Sannois – miejscowość i gmina we Francji, w regionie Île-de-France, w departamencie Dolina Oise.
Według danych na rok 1990 gminę zamieszkiwało 25 229 osób, a gęstość zaludnienia wynosiła 5278 osób/km².